# Viktorija Georgieva
Viktorija Georgieva (bulgariska: Виктория Георгиева), känd som Victoria, född 21 september 1997 i Varna, är en bulgarisk sångerska och låtskrivare. Hennes karriär startade när hon deltog i den fjärde säsongen av bulgariska X Factor.
Den 25 november 2019 stod det klart Georgieva representerar Bulgarien i Eurovision Song Contest 2020 i Rotterdam. Hennes låt, "Tears Getting Sober", skulle ha framförts i den andra semifinalen den 14 maj 2020 men tävlingen ställdes in på grund av Coronaviruspandemin 2019–2021. Hon deltog istället i 2021 års tävling med låten "Growing Up Is Getting Old" som hon har skrivit ihop med de svenska låtskrivarna Helena Larsson, Maya Nalani och Oliver Björkvall. Låten tävlade i den andra semifinalen den 20 maj och tog sig där vidare till finalen den 22 maj där den slutade på en elfteplats.